# خريطة شبه مفتوحة
في الطوبولوجيا التي تعد أحد فروع الرياضيات، تعرف الخريطة شبه المفتوحة أو الخريطة شبه الداخلية بأنها دالة ذات خصائص مماثلة للخرائط المستمرة. ومع ذلك، فإن الخرائط المستمرة والخرائط شبه المفتوحة ليس بينها أي ارتباط.

## التعريف
الدالة {\displaystyle f:X\to Y} بين الفضاءات الطوبولوجية {\displaystyle X} و{\displaystyle Y} تكون شبه مفتوحة إذا كان لأي مجموعة مفتوحة غير فارغة{\displaystyle U\subset X}, فإن داخل {\displaystyle f(U)} في {\displaystyle Y} يكون غير فارغ.

## الخصائص
بافتراض أن {\displaystyle f:X\to Y} دالة بحيث تكون X وY فضاءات طوبولوجية.
- فإذا كان {\displaystyle f} مستمرة، فيجب ألا تكون شبه مفتوحة. وبالعكس، إذا كانت {\displaystyle f} شبه مفتوحة، فيجب ألا تكون مستمرة.[1]
- وإذا كانت {\displaystyle f} مفتوحة، فإن {\displaystyle f} شبه مفتوحة.[1]
- وإذا كانت {\displaystyle f} متشابهة الشكل المحلي، فإن {\displaystyle f} شبه مفتوحة.[1]
- إذا كانت {\displaystyle f:X\to Y} و {\displaystyle g:Y\to Z} شبه مفتوحتين (بحيث تكون جميع الفضاءات فضاءات طوبولوجية)، فإن تركيب الدالة {\displaystyle h=g\circ f:X\to Z} شبه مفتوح.[1]